# Nation Lakes
Nation Lakes är sjöar i Kanada.   De ligger i provinsen British Columbia, i den centrala delen av landet, 3 600 km väster om huvudstaden Ottawa. Nation Lakes ligger 876 meter över havet. Arean är 0,36 kvadratkilometer. De ligger vid sjön Chuchi Lake. Den sträcker sig 0,8 kilometer i nord-sydlig riktning, och 1,6 kilometer i öst-västlig riktning.
I omgivningarna runt Nation Lakes växer i huvudsak barrskog. Trakten runt Nation Lakes är nära nog obefolkad, med mindre än två invånare per kvadratkilometer.